# Johann Georg Neumann (Politiker)
Johann Georg Neumann (* 28. Oktober 1813; † 25. November 1882) war ein österreichischer Jurist, Politiker und Abgeordneter von Karlsbad in Böhmen.
1848 entdeckte er in einem in Böhmen gefallenem Meteoriten die nach ihm benannten Neumannschen Linien.

## Leben
Neumann war katholischer Konfession und studierte Rechtswissenschaften. Er war Regierungskonzeptspraktikant in Wien.
Am Grabstein in Graz wird er als „k.k. Statthalterei-Sekretär, Abgeordneter von Karlsbad in Böhmen beim deutschen Parlament in Frankfurt a.M.“ bezeichnet.
Vom 20. Mai 1848 bis zum 16. April 1849 vertrat er den Wahlkreis Böhmen (Kreis Klattau, Karlsbad) in der Frankfurter Nationalversammlung. Im Parlament blieb er fraktionslos und stimmte überwiegend mit der Linken. Er gehörte zu den Abgeordneten, die gegen die Wahl Friedrich Wilhelms IV. zum Kaiser der Deutschen stimmten.
1848 entdeckte er das Phänomen der Neumannschen Linien am Meteoriten Braunau der 1847 bei Broumov (Braunau), heute Tschechien, gefallen war.
Neumann ist begraben am Friedhof St. Leonhard in Graz (Mittelwand, Westseite, Südabschnitt, 17. Grab vom Süden), Österreich. Am Grabstein erwähnt wird sein Neffe, Karl August Neumann, Mathematiker, (* 23. April 1864; † 18. August 1895).